# Gammelmyrtjärnarna (Alanäs socken, Jämtland)
Gammelmyrtjärnarna är en sjö i Strömsunds kommun i Jämtland och ingår i Ångermanälvens huvudavrinningsområde.